# Bataksprachen

Batak-Sprachen

Bataksprachen sind eine in Nordsumatra vom Volk der Batak gesprochene Sprachgruppe. Sie gehört zum Nordwest-Sumatra-Zweig der malayo-polynesischen Sprachen innerhalb der austronesischen Sprachen und hat sich aus einer proto-austronesischen Sprache ausdifferenziert, die vor vermutlich etwa 6000 Jahren in Taiwan gesprochen wurde. Früher wurden die Bataksprachen in Batak-Schrift geschrieben, heute wird meist die lateinische Schrift verwendet. Es gibt zwei Hauptsprachgruppen, Nördliches Batak und Südliches Batak. Simalungun wurde früher als eine Zwischenstufe zwischen nördlichem Batak und südlichem Batak angesehen, aber neuere Studien legen nahe, dass es eher ein Teil der südlichen Batak-Gruppe ist.

## Einzelsprachen
- Nördliches Batak:
  - Pak-Pak Dairi oder Batak Dairi (1.200.000 Sprecher (SIL, 1991)[1])
  - Batak Karo (600.000 Sprecher (SIL, 1991)[1])
  - Batak Alas-Kluet (Klassifizierung unklar) (195.000 Sprecher (SIL, 2000)[1])
- Südliches Batak (Toba):
  - Simalungun (1.200.000 Sprecher (SIL, 2000)[1])
  - Angkola (750.000 Sprecher (SIL, 1991)[1])
  - Batak Mandailing (1.100.000 Sprecher (SIL, 2000)[1])
  - Batak Toba (2.000.000 Sprecher (SIL, 1991)[1])